# 食血鬼
食血鬼是中国传说的妖怪，是正法念處經.餓鬼品的三十六種餓鬼之一，虽然叫食血鬼,但是與西方傳說的吸血鬼不同。西方的吸血鬼更偏向於直接吸食活人血。而中國傳說中的食血鬼常藏在屠宰場,通常在屠宰場和禽畜肉類市場的黑暗處就會有食血鬼。它们喜歡血液,尤其吃人血,特别婦女的經血。也叫啰讫咤,或名夜叉神,由生前嗜食血肉和杀生血食,还不给妻子儿女的人,死就会变此鬼。

## 文化意义
食血鬼词义本身也指吸食血液的異類。